# Bhimbetka

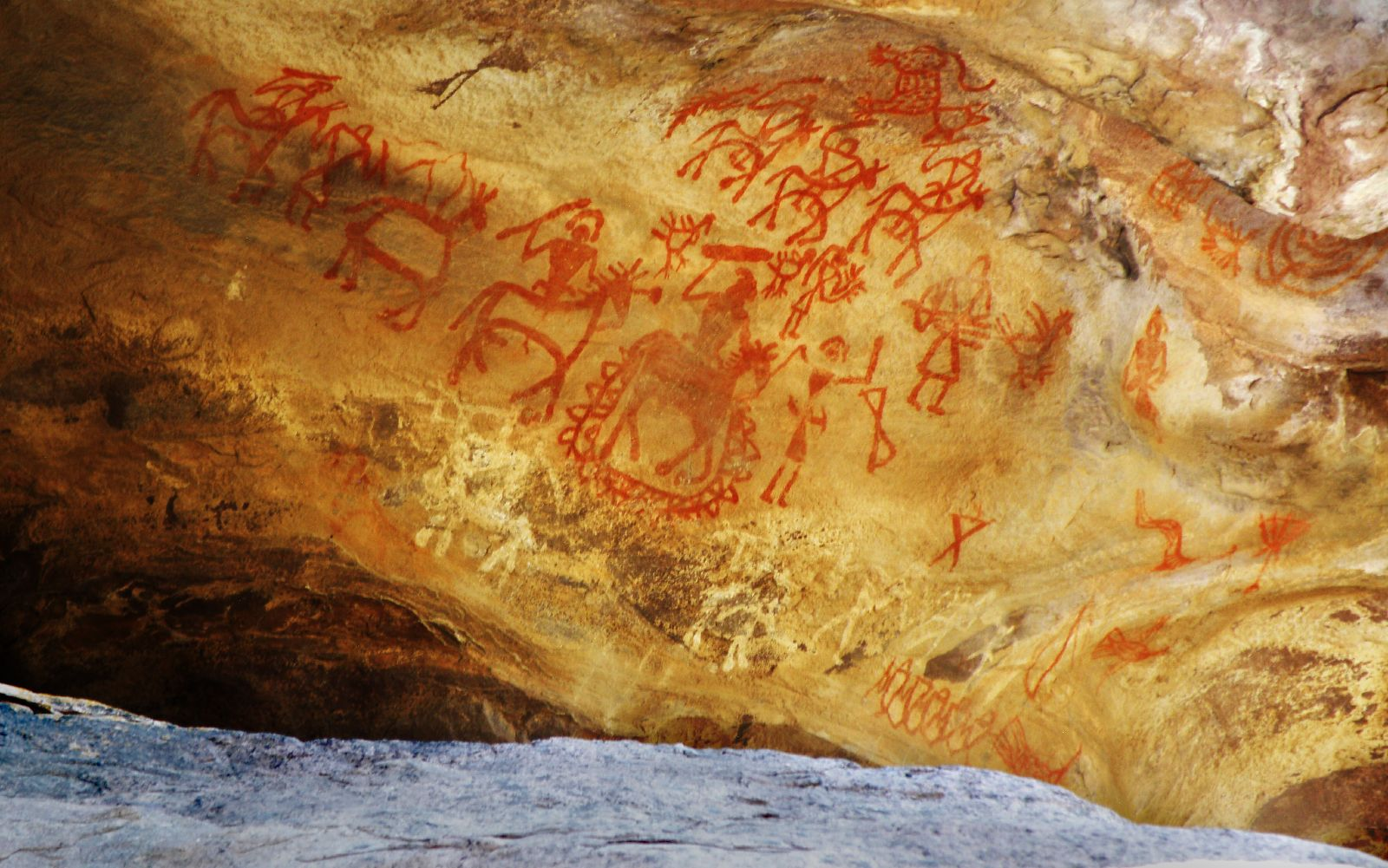
Malowidła naskalne

Bhimbetka – stanowisko archeologiczne w stanie Madhya Pradesh, gdzie odkryto najstarsze znane ślady ludzkiej obecności na terenie Indii. W skalnych schroniskach z epoki kamienia odkryto petroglify i malowidła naskalne, liczące sobie około 9000 lat. Region został wpisany na listę światowego dziedzictwa UNESCO. Bhimbetka jest miejscem odkrycia jednych z najstarszych znanych na świecie petroglifów.

## Położenie
Schroniska skalne Bhimbetka leżą 45 km na południe od Bhopalu, i przylegają do południowego skraju wzgórz Vindhyachal. Bezpośrednio na południe przy skalnych schroniskach zaczynają się wzgórza Satpura. Cały obszar porastają gęste lasy i bujna roślinność. Teren obfituje w bogactwa naturalne, takie jak wiecznie czynne źródła, naturalne jaskinie, gęste lasy, mnogość gatunków leśnej flory i fauny; i wykazuje znaczące podobieństwo do australijskiego Parku Narodowego Kakadu, gdzie również występuje sztuka naskalna.

## Odkrycia
Jak wynika z deklaracji UNESCO, Bhimbetkę odnotowano po raz pierwszy w zapiskach archeologów w roku 1888 na podstawie informacji uzyskanych od buddystów z miejscowego plemienia Adiwasi. Nieco później, V. S. Wakankar podróżując koleją do Bhopalu widział pewne formacje skalne, podobne do oglądanych przez niego wcześniej w Hiszpanii i we Francji. Odwiedził zatem ten rejon wraz z grupą archeologów i odkrył kilka prehistorycznych jaskiń.
Od tego czasu odkryto już ponad 700 schronień skalnych, w tym 243 w grupie Bhimbetka i 178 w grupie Lakha Juar. Studia archeologiczne wykazały ciągłość osadnictwa kultur epoki kamienia, od kultury aszelskiej po późny mezolit, a także najstarsze na świecie sztucznie stworzone skalne ściany i podłogi. Przyjmuje się, że najstarsze malowidła naskalne pochodzą z mezolitu. Zasadnicza chronologia tych znalezisk jest znana, lecz nie ustalono jeszcze szczegółowej.

## Skalne petroglify i malowidła naskalne
Skalne schronienia i jaskinie Bhimbetki zawierają wiele malowideł, ukazujących barwne życie zamieszkujących je oraz okolicę ludzi. Skała, popularnie nazywana „Skała ZOO”, zawiera rysunki słoni, jelenie i bizony. Malowidła na innej skale pokazują pawi, węża, jelenia i słońce. Na jeszcze innej przedstawiono dwa słonie z kłami.
Sceny polowań, z myśliwymi dzierżącymi łuki, strzały, miecze i tarcze również mają swoje miejsce wśród tych prehistorycznych malunków. W jednej z jaskiń przedstawiony jest bizon szarżujący na myśliwego, podczas gdy dwóch innych myśliwych bezczynnie przygląda się tej scenie z bliska. Na innym malunku widzimy samotnego jeźdźca i łuczników.
Jest zadziwiające, że malowidła nie blakną mimo upływu tysiącleci. Przypuszcza się, że jako farb użyto kolorowej ziemi, barwników roślinnych, korzennych i tłuszczu zwierzęcego. Pędzle natomiast wykonano z roślin włóknistych.